# Pleione yunnanensis
Pleione yunnanensis là một loài thực vật có hoa trong họ Lan. Loài này được (Rolfe) Rolfe miêu tả khoa học đầu tiên năm 1903.